# Fiat Tagliero

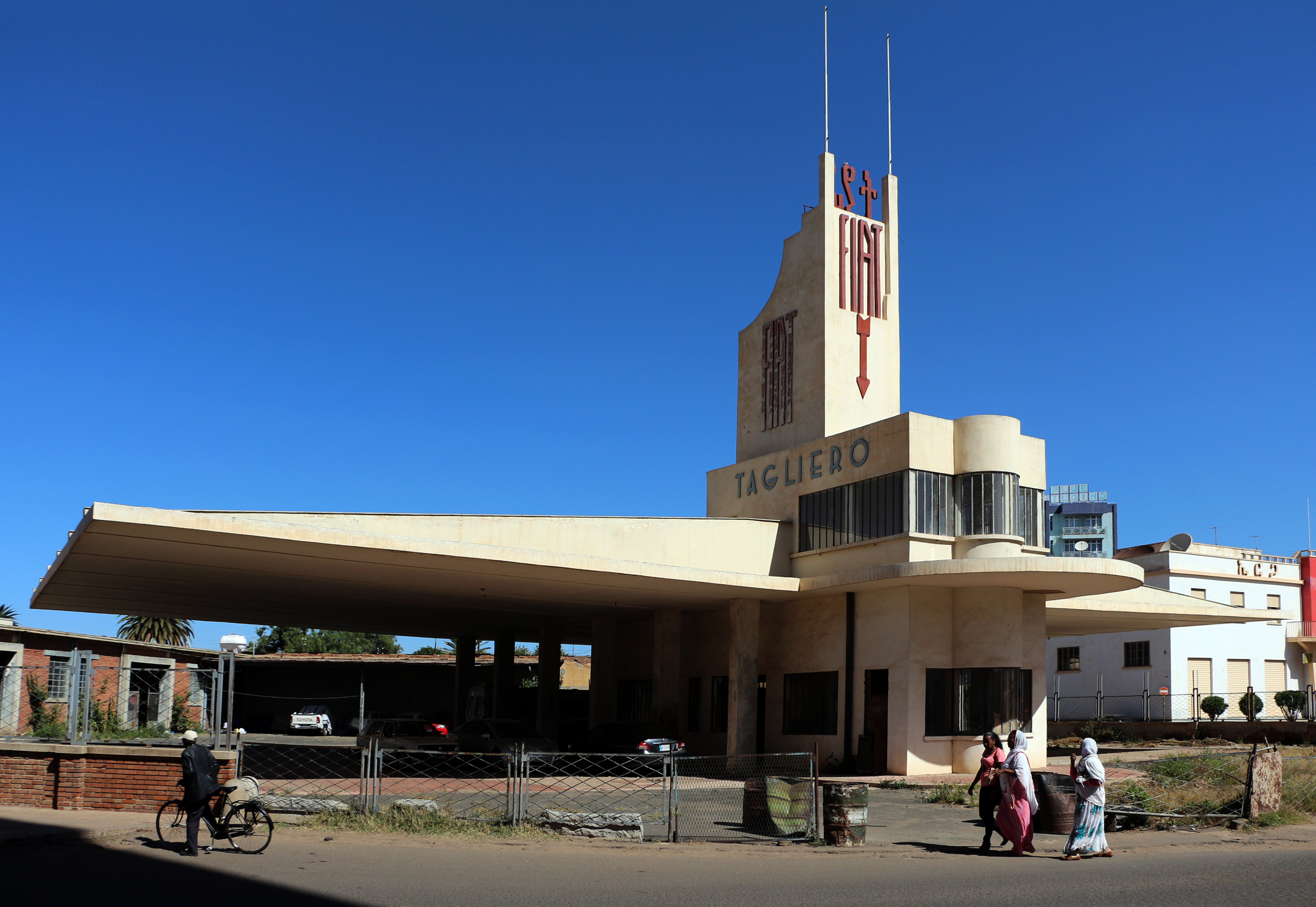
Futurystyczny "Fiat Tagliero"

Fiat Tagliero – budynek stacji benzynowej w stylu futurystycznym w Asmarze, stolicy Erytrei. Ukończony w 1938 według projektu włoskiego inżynieria Giuseppe Pettazziego.
Pomimo że od samego początku budynek był przeznaczony na zwykłą stację benzynową, Pettazzi zaprojektował ją w formie przypominającej samolot. Stacja składa się z centralnej wieży, która mieści biuro oraz sklep, z dwoma skrzydłami po obu stronach długimi na 15 m. Skrzydła te są wykonane z betonu i nie posiadają żadnego wsparcia konstrukcyjnego. Architekt miał wiele problemów z przekonaniem konstruktorów do rezygnacji z wznoszenia elementów wspornych.
Pomimo wielu konfliktów w latach 70. i 80. XX w. konstrukcja budynku nie poniosła żadnych strat. W 2003 przeprowadzono prace restauracyjne, a budynek został uznany za dobro narodowe i zabytek Kategorii I i żadna jego część nie może podlegać modyfikacjom.